# Nectria balansae
Nectria balansae är en svampart som beskrevs av Speg. 1885. Nectria balansae ingår i släktet Nectria och familjen Nectriaceae.   Inga underarter finns listade i Catalogue of Life.